# María de la Cruz Castro Ricalde
María de la Cruz Castro Ricalde o Maricruz Castro es una escritora, profesora e investigadora mexicana, nivel II del Sistema Nacional de Investigadores y miembro de la Academia Mexicana de Ciencias que trabaja en el Instituto Tecnológico y de Estudios Superiores de Monterrey. Su línea de investigación se centra en el estudio de la literatura mexicana y el cine hecho por mujeres, en las dos últimas décadas del siglo XX. 

## Biografía
Nació en la ciudad de Mérida, Yucatán. Obtuvo su licenciatura por parte de la Universidad Autónoma del Estado de México en 1987, seguida por una maestría y doctorado en literatura moderna en la Universidad Iberoamericana en el año 1991, así como estudios doctorales en Ciencias de la Información en la Universidad del País Vasco.
Ha trabajado en Instituto Tecnológico y de Estudios Superiores de Monterrey, Campus Toluca desde 1990, ha sido coordinadora  del Departamento de Comunicaciones y Humanidades y de la Cátedra de Investigación "Cultura Humanística y Ciudadana". Enseña cursos del área humanística, a nivel licenciatura, maestría y doctorado. Ha sido  profesora invitada en instituciones de Francia, Canadá, Estados Unidos, Alemania y varias partes de México.
Ha sido tres veces becaria del Centro Toluqueño de Escritores y obtuvo el Premio Antonio Mediz Bolio, por la mejor obra publicada durante 1992. El gobierno español le ha concedido distintas becas para realizar cursos especializados en Europa. En el 2000, obtuvo el Borrego de Oro, máxima distinción hacia un docente en el Instituto Tecnológico y de Estudios Superiores de Monterrey. En 2005, fue becaria del Fondo Nacional para la Cultura y las Artes fonca, en el rubro de Investigación en Letras. Desde el 2014 es líder del grupo de investigación "Comunicación, Discurso y Cultura". Forma parte del Taller de Teoría y Crítica Literaria "Diana Morán", grupo pionero en el estudio de la literatura escrita por mujeres en México. Así mismo es miembro desde el 2017 de la Academia Mexicana de Ciencias.  El Instituto Tecnológico y de Estudios Superiores de Monterrey la condecoró en 2020 por 30 años de labor formativa.
Es madre de tres hijos, entre ellos el investigador mexicano en inteligencia artificial y aprendizaje automático, Rodrigo Rivera Castro y hermana de la Doctora en Ciencias Sociales y coordinadora de la maestría en Turismo de la Universidad Autónoma del Estado de México, Diana Castro Ricalde.

## Obra
Especialista en la obra de escritoras mexicanas de los siglos XX y XXI, ha publicado artículos y capítulos de libro sobre autoras del Estado de México y de otras latitudes como Nellie Campobello, María Luisa Ocampo, Concha Urquiza, Amparo Dávila, Guadalupe Dueñas, Rosario Castellanos, Julieta Campos, Aline Pettersson, Silvia Molina, Cristina Rivera Garza, Ana Clavel, Daniela Tarazona y Bibiana Camacho, entre otras. Es directora de la Colección Desbordar el Canon. Escritoras Mexicanas del Siglo XX con más de trece volúmenes críticos, la cual ha sido dos veces premio CONACULTA en 2006 y 2009.
A la par, ha realizado una extensa labor de investigación y divulgación sobre el cine mexicano de la edad de oro y la obra de directoras del cine mexicano (Marcela Fernández Violante, María Novaro, Marisa Sistach, Dana Rotberg, Guita Schyfter, María Elena Velasco, Sabina Berman y Mariana Chenillo).
Sus artículos aparecen en publicaciones como la Revista Chilena de Literatura, Romance Notes, Revista de Estudios Hispánicos, Revista Iberoamericana, Cinémas d'Amérique Latine, Hispania, Letras Femeninas, Cuadernos de Literatura, Bulletin of Hispanic Studies, Hispanófila, Literatura Mexicana, Hispanic Research Journal.
Sus investigaciones y escritos han sido reconocidos con el premio "Josefa Ortiz de Domínguez" del Estado de México así como el Nivel II de la membresía de Sistema Nacional de Investigadores en México. En 2013, obtuvo la Cátedra "Cultura de México", concedida por el FONCA y la Universidad de Brown. Es miembro del  Centre de Recherches Interdisciplinaires sur les Mondes Ibériques Contemporains en Francia. Desde el 2018 anima el Café Literario con perspectiva de género en Toluca. El mismo año recibió el reconocimiento UC Mexus Conacyt por su labor con Robert Irwin por el proyecto "Humanizing Deportation. A Digital Storytelling Project". En 2019 fue ganadora de la Cátedra América Latina en la Université de Toulouse "Jean Jaurés".

## Publicaciones
Su especialidad en investigación incluye literatura y cine mexicano y latinoamericano del siglo XX y principio del 21. Ensayista, crítica literaria y cinematográfica, algunos de sus libros son:
- Visión de Reyes (1990),[19]
- El espacio deshabitado. Ensayos sobre teoría del arte, lingüística y literatura (1991),[20][21]
- El discurso de los mundos posibles (1990),
- La palabra sin fronteras. Contemporaneidad de Alfonso Reyes (1993),
- Razón y Placer: Alfonso Reyes (1994)
- Ficción, narración y polifonía. El universo narrativo de Sergio Pitol (2000),[22][23][24]
- El cine mexicano se impone. Mercados internacionales y penetración cultural en la edad dorada (2011)[25][26][27] y Global Mexican Cinema. Its Golden Age (2013) ambos con Robert Mckee Irwin .[28]

Ha editado y coeditado más de una docena de libros incluyendo:
- Escrituras en contraste. Femenino masculino en la literatura mexicana del siglo XX (2004),[29][30][31][32][33]
- Puerta al tiempo: Literatura latinoamericana siglo XX (2005),[34]
- Enfoques alternativos en la educación superior (2007),
- Josefina Vicens. Un vacío siempre lleno (2006),[35][36][37]
- Guadalupe Dueñas. Después del silencio (2010),
- Narradoras mexicanas y argentinas siglos XX-XXI. Antología crítica (2011),[38][5][14]
- Inquietantes inquietudes. Tres décadas de la literatura fantástica en el Estado de México (2012),[16]
- Las voces del deseo: Género y narrativa en el Valle de Toluca (2014),[16]
- Rompiendo de otras maneras. Cineastas, periodistas, dramaturgas y performers (2021).[16]